# Amtsgericht Adelsheim

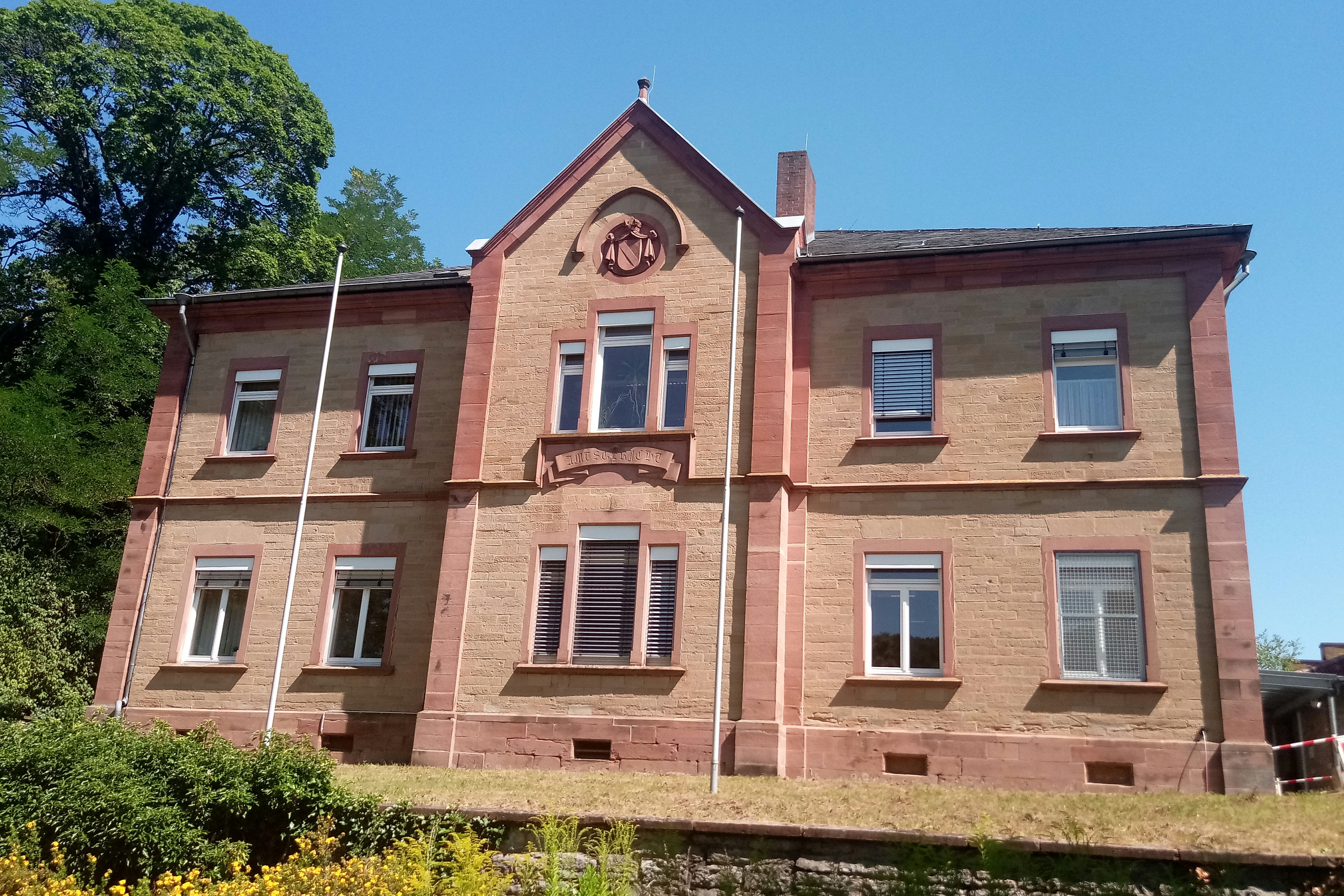
Das Amtsgericht in Adelsheim (2021)

Das Amtsgericht Adelsheim ist ein Gericht der ordentlichen Gerichtsbarkeit in Adelsheim in Baden-Württemberg und eines von fünf Amtsgerichten im Bezirk des Landgerichts Mosbach.

## Zuständigkeit und Gerichtsbezirk
Das Amtsgericht in Adelsheim ist erstinstanzliches Gericht für Zivilsachen sowie für Einzelrichterangelegenheiten in Strafsachen. Der Gerichtsbezirk umfasst die Städte und Gemeinden Adelsheim, Osterburken, Ravenstein, Rosenberg und Seckach. Damit leben im Gerichtsbezirk etwa 20.600 Menschen (Stand 31. Dezember 2018).

## Gebäude
Das Gericht ist in der Rietstraße 4 untergebracht. Das Amtsgerichtsgebäude ist ein zweigeschossiger Werksteinbau mit Walmdach von 1864. Es steht unter Denkmalschutz, siehe auch die Liste der Kulturdenkmale in Adelsheim.

## Übergeordnete Gerichte
Dem Amtsgericht Adelsheim ist das Landgericht Mosbach unmittelbar übergeordnet. Zuständiges Oberlandesgericht ist das Oberlandesgericht Karlsruhe.

## Geschichte
Das Bezirksamt Adelsheim hatte seit seiner Gründung sowohl die Funktion einer Verwaltungsbehörde als auch die eines Gerichtes erster Instanz. 1857 wurden Verwaltung und Rechtspflege unterer Instanz voneinander getrennt. Die Bezirksämter wurden reine Verwaltungseinheiten, die Rechtsprechung wurde von Amtsgerichten übernommen. Übergeordnetes Gericht war zunächst das Hofgericht Mannheim und ab 1864 das Kreisgericht Mosbach.
Das Amtsgericht Adelsheim war zunächst eines von 19 Amtsgerichten des badischen Unterrheinkreises. Es war in der großherzoglichen Zeit 1885 besetzt mit einem Amtsrichter, einem Aktuar, einem Gefangenenwärter und einem Gerichtsvollzieher. Der Gerichtssprengel umfasste 21 Gemeinden.